# 砂拉越州宪法
《砂拉越宪法》（英語：Constitution of the State of Sarawak）是马来西亚砂拉越的宪法和邦内的最高邦法律，其中共包含6个部分、58条条文和1个附表。

## 内容
- 第一部分：邦政府
  - 第一章：邦元首
  - 第二章：伊斯兰教
  - 第三章：行政区
  - 第四章：尊重财产、合同和诉讼权利
- 第二部分：立法权
- 第三部分：财政规定
- 第四部分：公共服务
- 第五部分：一般规定
- 第六部分：过渡性规定
- 附表：就职与效忠宣誓词
  - 第一部分：邦元首宣誓誓词
  - 第二部分：邦内阁成员和副部长宣誓誓词
  - 第三部分：邦立法议会议长和副议长宣誓誓词
    - 第三A部分：邦立法议会秘书和副秘书宣誓誓词

  - 第四部分：公共服务委员会成员宣誓誓词

## 宪法至上
依据《砂拉越州宪法》第27条文，砂拉越州宪法是砂拉越州的最高州法律。
|                            | 任何在马来西亚日或之后通过的州法律若与本宪法相抵触，在相抵触的范围内，均视为无效。 （英文原文：Any Ordinance passed on or after Malaysia Day which is inconsistent with this Constitution shall, to the extent of the inconsistency, be void.） |
| ——《砂拉越州宪法》第27条文 | |

但《马来西亚联邦宪法》第4(1)条文同时强调，马来西亚联邦宪法是马来西亚的最高法律。因此，虽然砂拉越州宪法是砂拉越州的最高州法律，但砂拉越州的州法律也不能与联邦宪法相抵触，任何在独立日后通过与联邦宪法相抵触的条文都是无效的。
|                                  | 本宪法是联邦的最高法律，任何在独立日之后通过的法律若与本宪法相抵触，在抵触的范围内，都是无效的。 （英文原文：This Constitution is the supreme law of the Federation and any law passed after Merdeka Day which is inconsistent with this Constitution shall, to the extent of the inconsistency, be void.） |
| ——《马来西亚联邦宪法》第4(1)条文 | |